# دوري السوبر الألباني 1988–89
دوري السوبر الألباني 1988–89 (بالألبانية: Kategoria e Parë 1988-89‏) هو الموسم 50 من دوري السوبر الألباني. أقيم خلال الفترة 20 أغسطس 1988 وحتى 4 يونيو 1989، وأشرف على تنظيمه اتحاد ألبانيا لكرة القدم، وكان عدد الأندية المشاركة فيه 12، وفاز فيه نادي تيرانا.